# 藏回
藏回或称卡契、古格人、藏族回回、藏区回回，是指多支生活在藏区，文化、语言与藏族趋同的穆斯林族群。他们是藏区的少数民族，虽信仰伊斯兰教，但生活习俗与中国内地、西南、或西北地区的回族不尽相同，主要分布于西藏拉萨、日喀则、青海省、云南省，以及中国境外的拉达克与巴爾蒂斯坦等地方。

## 历史
阿拉伯人最早与西藏的接触是墀德祖贊时代，12世纪开始有伊朗与克什米尔商人到西藏做生意，并住在拉萨与当地人结婚成为第一批藏回。他们在第五世达赖喇嘛时期生活比较自由，他们在拉萨得到一区域生活以屠宰为业（供應達賴喇嘛專用肉食），在拉萨与日喀则也有一座清真寺与他们的墳墓。在1959年后与部分其他的藏族一起逃亡至印度。 
另一種藏回則分布在青海與雲南迪慶也有，這種藏回是清朝馬來遲傳教形成，包括青海的卡力崗人。云南迪庆州德钦县和香格里拉县的藏回有1200余人，他们被藏族称为古给，意为戴白帽的回族，汉族称他们为藏回。2008年的文章显示，近年来香格里拉县的藏回中，呈现回归伊斯兰教的趋向，藏传佛教、东巴教、巫术、原始信仰等精神信仰消失殆尽，对伊斯兰教的信仰更为虔诚。

## 文化
藏回同中国其他地方的穆斯林一样属逊尼派，同其他藏族一般使用當地藏語方言。巴尔蒂斯坦的巴爾蒂人属于什叶派，也使用一種混合其他語言的藏语方言（當地稱巴爾蒂語），但用阿拉伯字母书写，有許多阿拉伯语、波斯语和乌尔都语借词，巴爾蒂人還同时使用波斯语与烏尔都语。

### 引用
1. ↑  李红春、张实. . 中国藏学 (北京市: 中国藏学研究中心). 2008, (2008年第2期). ISSN 1002-557X. （原始内容存档于2019-05-14） （简体中文）.

## 外部連結
- Tibetan Muslims
- Islam in Tibet 'The Ornaments of Llasa' Video - Fons Vitae books
- Gallery of Tibet (Includes picture of a Minaret)
- Mosque in Lhasa